# Stockholms ungdomssymfoniorkester
Stockholms ungdomssymfoniorkester (SUSO) är en symfoniorkester i Stockholm, bildad 1978, för barn och unga mellan primärt 14 och 23 års ålder.

## Historik
Orkestern, som är en av flera liknande runtom i Sverige, bildades 1978 av några lärare inom Stockholms kommunala musikskola, numera Kulturskolan Stockholm, som också är dess hemvist. Orkestern består av unga människor som kommit långt i sitt musicerande; SUSO är för många sista steget före musikhögskolestudier. Flera av Sveriges framstående musiker har tillbringat sina ungdomsår i SUSO. Orkestern hade en konsertserie med fyra abonnemangskonserter per år i Stockholms konserthus från hösten 1990 till en bit in på 2000-talet. SUSO har företagit många utlandsturnéer, däribland till Egypten, Kina, Tjeckien, Ungern, Spanien, Estland, Österrike, Tyskland och Portugal.
På grund av kraftiga politiska budgetbesparingar inom Stockholms kultursektor från 2018 har orkesterverksamhetens vidare finansiering från och med 2019 varit osäker.

## Dirigenter
- Wille Sundling 1978–2004
- Glenn Mossop 2005–2022
- David Björkman 2022-

## Diskografi
- Stockholms Ungdomssymfoniorkester spelar Bizet, Beethoven, Sibelius, Strauss, Hellmark (1989). Dirigent Wille Sundling. Stockholms kommunala musikskola LP SKM 8901.
- Stockholms UngdomsSymfoniOrkester Live (1993). Dirigent Wille Sundling, solister Karin Mang-Habashi (sopran), Cecilia Zilliacus (violin), Nagi El Habashi (violoncell). Liveinspelningar från Stockholms konserthus 1992 och 1993. SMCD 9301.
- Nordic mosaic – From Stockholm with Love (1997). Dirigent Wille Sundling, solister Åsa Wirdefeldt (violin), Martin Saving (viola), Gabriel Suovanen (baryton), Alexander Nordwall (oboe). SSKCD 9701.